# 大坦克
《大坦克》是1988年俯视清版射击游戏，由SNK出品于红白机。
游戏改编自SNK1985年街机游戏《坦克》。游戏设定于诺曼底登陆，玩家控制指挥官拉尔夫（西方版为保罗）驾驶坦克，前去破坏敌军正在制造的兵器。